# VèVè Amasasa Clark
VèVè Amasasa Clark (14 de desembre de 1944 a Jamaica, Nova York – 1 de desembre de 2007) fou una escriptora i professora universitària africanista negra estatunidenca. Entre el 1991 i el 2007 fou professora d'estudis afroamericans a la Universitat de Califòrnia a Berkeley. Va encunyar la frase "diàspora literacy" per referir-se a l'habilitat d'entendre i interpretar els significats a molts nivells d'històries, paraules i frases fetes de la comunitat de la diàspora africana.

## Infància, joventut i educació
Clark va néixer a Jamaica, Nova York, filla de la caribenya Pauline Kirton del Caribbean i d'Alonzo Clark de Carolina del Nord. Va estudiar llengües romàniques a la Universitat Queens de Nova York. El 1966 va obtenir el batxillerat universitari. Va continuar els seus estudis de llengua a la Universitat de Nancy a la Lorena, França i el 1969 retornà a la Universitat de Queens on va obtenir un màster en francès.

## Carrera professional
Durant la dècada de 1970 Clark va treballar com a professor ajudant de francès i posteriorment fou lector d'estudis afroamericans. El 1983 es va doctorar en francès i etnologia a la Universitat de Califòrnia, Berkeley. Quan estava acabant la seva tesi a Berkeley, va començar a treballar de professor ajudant de literatura africana i caribenya a la Universitat Tufts.
El 1991 va esdevenir professora associada del departament d'estudis afroamericans de la Universitat de Califòrnia a Berkeley, on va fer cursos d'escriptores negres i de literatura de la diàspora africana.
Com a acadèmica, Clark va co-editar diversos llibres i va escriure nombrosos assajos sobre el teatre haitià i les danses afroamericanes, entre les que hi ha una recerca sobre la ballarina i antropòloga Katherine Dunham. El seu assaig més conegut és “Developing Diaspora Literacy and Marasa Conciousness”, en el que va encunyar la frase "diàspora literacy". Ella va utilitzar aquesta frase per a descriure l'habilitat del lector per entendre els múltiples nivells dels significats de les frases fetes, històries i paraules de les comunitats de la diàspora africana. Segons Clark, "Aquesta interpretació és més que un exercici purament intelectual. És una habilitat tant del lector com del narrador que reclama un coneixement de l'experiència textual, la història, cultura i desenvolupament polític de la comunitat afroamericana."
Clark era multilingüe, parlava francès, espanyol, crioll i Wolof. Durant la seva carrera va escriure sobre literatures africana i caribenya, folklor afrocaribeny, teatre de la diàspora africana, història de la dansa afroamericana i pedagogia crítica.
A Berkeley també va cursar l'assignatura "Introducció a la Universitat". També va ajudar a que es creés el programa de doctorat en estudis afroamericans i de la diàspora africana. Ella co-fundar el Simposi St. Claire Drake, un esdeveniment anual que permet que els estudiants d'estudis africans facin exposicions sobre les seves investigacions per a fer xarxa. També va formar part de l'Associació d'Estudis Haitians

## Premis
L'Associació d'Estudis haitians va honorar a Clark el 1992 durant la seva quarta conferència anual a la Universitat Tufts. El 1996 va rebre el premi al servei distingit en ciències socials per la Universitat de Califòrnia a Berkeley. Ella també va re rebre una beca de recerca a Dunham per anar a estudiar a la Universitat de Dakar, Senegal. Va tenir una beca de residència a la Universitat de Brown atorgada per la Fundació Rockefeller.

## Llegat
El seu concepte de "Diàspora literacy" s'estudia en molts cursos sobre estudis africans i de la literatura i dansa de la diàspora africana.
El 2011, el Departament d'Estudis Afroamericans de la UC a Berkeley va crear el VèVè Clark Institute per universitaris.

## Obres
Clark, VèVè A. (Editora) & Johnson, Sara E. (Editor) (2006). Kaiso!: Writings by and about Katherine Dunham (Studies in Dance History). Madison, WI: University of Wisconsin Press. ISBN 978-0299212742
Clark, VèVè (Editora) & Garner, Shirely Nelson (Editor) & Higonnet, Margaret (Editora) (1996) Anti-feminism in the Academy. Paperback.
New York, NY: Routledge. ISBN 978-0415910712
Clark, VèVè A. (Editora) & Joeres, Ruth-Ellen Boetcher (Editora) & Sprengnether, Madelon (Editor) (1993). Revising the Word and the World: Essays in Feminist Literary Criticism. Paperback. Chicago, IL: University of Chicago Press. ISBN 978-0226400648
Clarke, VèVè (autora) & Hodson, Millicent (autor) & Neiman, Catrina (autora) (1984) The Legend of Maya Deren, Vol 1 Part 1: Signatures (1917-1942). Paperback. New York, NY: Anthology Film Archives. ISBN 978-0911689150